# Antoine Hoang
Pour les articles homonymes, voir Hoang.
Antoine Hoang, né le 4 novembre 1995 à Hyères, est un joueur de tennis français, professionnel depuis 2013.

## Biographie
Antoine Hoang a des origines vietnamiennes par son grand père paternel.
Titulaire d'une licence en STAPS à l'Université de Toulon, il a notamment attendu la fin de ses études pour se consacrer pleinement au tennis.

## Carrière
Antoine gagne son premier challenger à Eckental le jour de son 23e anniversaire le 4 novembre 2018. Il y gagne aussi le double le 2 novembre 2020 avec l'Allemand Dustin Brown.
En février 2019, il se qualifie pour sa première finale sur le circuit ATP en double avec Benjamin Bonzi à Montpellier où ils sont battus par Ivan Dodig et Édouard Roger-Vasselin.
En mai, classé 146e mondial, il obtient une invitation pour disputer Roland-Garros. Il bat au premier tour le 52e mondial Damir Džumhur (6-4, 0-6, 7-65, 6-3) puis crée la surprise au deuxième tour en battant la tête de série numéro 23, l'Espagnol Fernando Verdasco, en quatre manches (6-4, 3-6, 7-65, 7-5). Mais il est arrêté au troisième tour par son compatriote et numéro un français Gaël Monfils (tête de série no 14) qui le bat facilement 6-3, 6-2, 6-3 et se hisse ainsi en huitième de finale.
En août, il participe, sur invitation, pour la première fois à l'US Open. Au premier tour, il joue pour la première fois de sa carrière un match en cinq sets et bat l'Argentin Leonardo Mayer. Au tour suivant, il est battu par l'Australien Nick Kyrgios. Cette performance lui permet d'entrer dans le top 100 à la 98e place, il n'y restera qu'une semaine. Peu de temps après, il reçoit une invitation pour participer au tournoi de Metz et passe un tour avant de perdre contre son compatriote Grégoire Barrère.
En mars 2020, il gagne le double du tournoi challenger de Pau avec son partenaire habituel, Benjamin Bonzi. En septembre, à Roland Garros, ils manquent trois balles de match et perdent au tie break en 3 sets très disputés en huitième de finale contre les tenants du titre Krawietz et Mies. En novembre, il gagne le double du Challenger Eckental avec Dustin Brown.
En mars 2021, il gagne le double du tournoi challenger de Lille avec Benjamin Bonzi. En juillet, Hoang parvient à se sortir des qualifications du tournoi de Wimbledon. Dans le grand tableau, il bat le Chinois Zhang Zhizhen en cinq sets (4-6, 7-65, 65-7, 6-3, 6-2), avant de s'incliner contre Sebastian Korda. Lucky Loser il perd au 1er tour à Metz. En 2022 il perd au 1er tour à Montpellier contre le presque retraité Gilles Simon.
En 2022, il n'arrive pas à dépasser le second tour jusqu'au mois d'avril, au tournoi de Aldershot. Il remporte ensuite les tournois de Roehampton et de Plaisir, et il arrive en finale à Rodez. 2023 est une année compliquée aussi pour Antoine Hoang : malgré deux finales (Carnac et Plaisir) il n'obtient aucun titre. En 2014, il n'arrive qu'une fois en finale en Suisse à Trimbach, où il s'incline contre  Mats Rosenkranz.

## Style
Il pratique un jeu d'attaque et n'hésite pas à monter fréquemment à la volée. Ambidextre, jusqu'à ses 18 ans, il s'entraîne aussi bien de la main gauche que de la main droite. Il est capable de smasher de la main droite et de la main gauche.

## Palmarès

### Finale en double messieurs
| No | Date       | Nom et lieu du tournoi         | Catégorie | Dotation  | Surface    | Vainqueurs                        | Partenaire     | Score    |          |
| -- | ---------- | ------------------------------ | --------- | --------- | ---------- | --------------------------------- | -------------- | -------- | -------- |
| 1  | 04-02-2019 | Open Sud de France Montpellier | ATP 250   | 524 340 € | Dur (int.) | Ivan Dodig Édouard Roger-Vasselin | Benjamin Bonzi | 6-4, 6-3 | Parcours |

## Parcours dans les tournois duGrand Chelem

### En simple
| Année | Open d'Australie | Open d'Australie   | Internationaux de France | Internationaux de France | Wimbledon      | Wimbledon       | US Open         | US Open             |
| ----- | ---------------- | ------------------ | ------------------------ | ------------------------ | -------------- | --------------- | --------------- | ------------------- |
| 2018  | —                | —                  | Q1                       | Carlos Berlocq           | Q2             | Bradley Klahn   | Q1              | Christopher Eubanks |
| 2019  | Q1               | Marcelo Arévalo    | 3e tour (1/16)           | Gaël Monfils             | Q2             | Marcos Giron    | 2e tour (1/32)  | Nick Kyrgios        |
| 2020  | Q1               | Maxime Janvier     | 1er tour (1/64)          | Dominik Köpfer           | Annulé         | Annulé          | —               | —                   |
| 2021  | Q2               | Arthur Rinderknech | Q1                       | Blaž Rola                | 2e tour (1/32) | Sebastian Korda | 1er tour (1/64) | Marcos Giron        |
| 2022  | —                | —                  | Q1                       | Andrea Vavassori         |                |                 |                 |                     |

N.B. : à droite du résultat se trouve le nom de l'ultime adversaire.

### En double
| Année | Open d'Australie | Open d'Australie | Internationaux de France   | Internationaux de France    | Wimbledon | Wimbledon | US Open | US Open |
| ----- | ---------------- | ---------------- | -------------------------- | --------------------------- | --------- | --------- | ------- | ------- |
| 2018  | —                | —                | 1er tour (1/32) U. Humbert | Guido Pella D. Schwartzman  | —         | —         |         |         |
| 2019  | —                | —                | 2e tour (1/16) B. Bonzi    | Rohan Bopanna Marius Copil  | —         | —         | —       | —       |
| 2020  | —                | —                | 1/8 de finale B. Bonzi     | Kevin Krawietz Andreas Mies | Annulé    | Annulé    | —       | —       |
| 2021  | —                | —                | 1er tour (1/32) B. Bonzi   | John Peers Michael Venus    | —         | —         | —       | —       |

N.B. : le nom du partenaire se trouve sous le résultat ; le nom des ultimes adversaires se trouve à droite.

## Classements ATP en fin de saison
| Année          | 2013 | 2014 | 2015 | 2016 | 2017 | 2018 | 2019 | 2020 |
| Rang en simple | 1307 | 687  | 697  | 465  | 307  | 145  | 116  | 121  |
| Rang en double | 809  | 969  | 572  | 309  | 262  | 511  | 231  | 171  |

Source : (en) Classements de Antoine Hoang sur le site officiel de la Fédération internationale de tennis